# UBC Tigers Hannover
UBC Tigers Hannover è una società cestistica avente sede ad Hannover, in Germania. Fondata nel 2002, gioca nel campionato tedesco.
Disputa le partite interne nella UBC Dome.